# Renato Ugo
Renato Ugo (Palermo, 18 giugno 1938 – Milano, 20 ottobre 2020) è stato un chimico italiano.

## Attività scientifica
Renato Ugo, chimico italiano, ha contribuito all'approfondimento scientifico dei seguenti campi della chimica:
- Chimica di coordinazione legame di idrogeno simmetrico, scoprendo nel 1965 l'anione H(NO3)2 - una specie di rilevanza nella tecnologia della rigenerazione dei combustibili nucleari
- Chimica organometallica: è uno dei fondatori del moderno approccio molecolare alla catalisi e della chimica organometallica di superficie
- Catalisi omogenea o con metalli supportati
- Relazioni tra catalisi omogenea e catalisi eterogenea[2]
- Chimica organometallica di superficie: studio dell'interazione dei cluster metallici carbonilici con le superfici di ossidi inorganici (silice, allumina, magnesia, ecc.)
- Nuovi materiali molecolari o nanostrutturati per applicazioni di ottica non lineare, per applicazioni in strumenti elettroemittenti o per celle solari cosiddette organiche

## Attività didattica e pubblicazioni
È stato Professore ordinario di Chimica Generale e Inorganica all'Università degli Studi di Milano e responsabile di tesi sperimentali di laurea e dottorato; ha tenuto i corsi di Chimica Analitica Strumentale per il Corso di Laurea in Chimica ed il corso di Chimica Inorganica per il Corso di Laurea in Chimica Industriale. Renato Ugo ha fatto anche parte della Commissione dell'Università degli Studi di Milano che ha impostato e fatto decollare il nuovo Corso di Laurea in Biotecnologie nell'anno accademico 1995 / 1996. Insieme a quello dell'Ateneo bolognese questo è stato il primo Corso di Laurea in Biotecnologie, attivato in Italia.
È Socio Corrispondente dell'Accademia dei Lincei dal 1984 e Socio Nazionale dal 1990 ; conta più di 250 pubblicazioni su riviste internazionali.

## L'interpretazione molecolare del chemi-adsorbiment
Nell'ambito della sua attività scientifica di particolare rilevanza è l'interpretazione molecolare (presentata per la prima volta nel 1967) del chemi-adsorbiment e dei processi superficiali che operano nella catalisi eterogenea. Su questa ipotesi ha tenuto, nel 1972, una plenary lecture al 5º Congresso Internazionale di Catalisi (Palm Beach). Questa interpretazione è la comune base culturale nell'area dei processi della catalisi eterogenea e l'approccio molecolare al chemi-adsorbimento e ai processi superficiali della catalisi eterogenea ha portato nel 2007 Gerhard Ertl a vincere il Premio Nobel per la chimica.
È considerato con J.M. Basset (Lione-Francia) il fondatore della Chimica Organometallica di Superficie (una nuova area della scienza chimica) e, nell'ambito accademico, è stato fra i primi che hanno affrontato la catalisi omogenea con metalli di transizione e le relazioni tra catalisi omogenea ed eterogenea. 

## Responsabilità istituzionali e manageriali
Nel periodo 1965-1982 è stato consulente della Montecatini, poi Montedison e della SNIA su temi tecnici (petrolchimica, fibre, chimica fine) e di molte aziende medio-piccole nel settore delle materie prime farmaceutiche o della chimica fine (SAFTA). Dal 1982 al 1988 è stato Consulente per la Ricerca e I'Innovazione del Presidente del Gruppo Montedison, con responsabilità di coordinamento, e membro del Comitato di Direzione delle Montedison anche con compiti, a partire dal 1985, di monitoraggio delle attività del Gruppo nel settore della cura della salute (Farmitalia e Erbamont). È stato dal 1983 al 1986 Presidente dell'Istituto Guido Donegani della Montedison.
Dal 1983 è Presidente dell'AIRI (Associazione Italiana per la Ricerca Industriale) che rappresenta circa il 50% della ricerca industriale italiana. Dal 1986 al 1994 è stato tra i fondatori e il primo Presidente dell'Associazione Nazionale per lo Sviluppo delle Biotecnologie (Assobiotec, Associazione della Federchimica). Dal 1984 è membro del Comitato Direttivo di Federchimica (Confindustria).
Con Carlo Rubbia, Renato Dulbecco e Umberto Colombo ha fatto parte del Comitato di Consulenza per la Scienza e la Tecnologia (CAST) della città di Milano (dal 1993 al 1996).
Dal 2004 al 2006 è stato membro dell'EURAB, Comitato Scientifico di Consulenza del Commissario Europeo per la ricerca e l'innovazione tecnologica.